# Section des migrants et des réfugiés
Le dicastère du Vatican pour le service du développement humain intégral (DHI), en fonction depuis le 1er janvier 2017, comprend une section des migrants et des réfugiés.

## Historique
Consterné de voir les conditions de vie et le traitement réservés à de grands nombres de migrants, de réfugiés, de gens déplacés ou victimes de la traite des personnes, le pape François a déclaré à plusieurs milliers de représentants de mouvements populaires, dans la salle des audiences, le 5 novembre 2016 : « Dans le dicastère dont le cardinal Turkson est responsable, il existe une section qui s’occupe de ces situations. J’ai décidé que, au moins pendant un certain temps, cette section dépendra directement du pape, car il s’agit d’une situation scandaleuse, que je ne peux décrire que par un mot que j’ai spontanément prononcé à Lampedusa : honte ». À la mi-décembre, il a nommé Michael Czerny, s.j., un jésuite canadien, et Fabio Baggio, c.s., un scalabrinien italien, comme sous-secrétaires du DHI, chargés de « s’occuper spécifiquement des besoins des migrants et des réfugiés »,.

## Mission
La mission première de la section des M et R est d’appuyer l’Église – sur les plans local, régional, international – d’accompagner les gens à toutes les étapes de la migration, et particulièrement les personnes forcées d’une manière ou d’une autre à se déplacer ou à fuir. La section vise à soutenir les personnes obligées de migrer : les demandeurs d’asile, les réfugiés, les personnes déplacées à l’intérieur de leur pays, de même que d’autres migrants internationaux et internes. Elle porte attention spécialement aux migrants qui sont aux prises avec des difficultés et qui souffrent, dans leur pays d’origine, dans leur lieu de destination ou dans leur transit : par exemple, les personnes fuyant des conflits, des persécutions ou se trouvant dans des situations d’urgence humanitaire (de cause naturelle ou humaine), les victimes de la traite des personnes, des migrants en situation irrégulière, des travailleurs migrants exploités, ainsi que des femmes, des jeunes et des enfants migrants vulnérables.